# Använd de tillfällen Herren dig giver
Använd de tillfällen Herren dig giver är en sång med text av Celestine Oliphant från 1892, svensk översättning av John Appelberg 1894. Texten har senare bearbetats. Musiken är skriven av Ira David Sankey i D-dur. Sången har tre verser och en refräng som lyder:
Intet förbliver, intet förbliver,
Allting, hur skönt, skall förgängelsen nå.
Men vad som gjorts utav kärlek till Jesus
Äger sitt värde, skall evigt bestå

## Publicerad i
- Frälsningsarméns sångbok 1929 som nr 374 under rubriken "Strid och verksamhet - Maning till kamp".
- Musik till Frälsningsarméns sångbok 1930 som nr 374.
- Sånger för Frälsningsarméns möten 1948 som nr 46 (Nr 118 i FA:s sångbok) under rubriken "Helgelsesånger".
- Svenska missionsförbundets Sånger och psalmer 1951 under rubriken "Guds rike och missionen."
- Frälsningsarméns sångbok 1968 som nr 432 under rubriken "Strid Och Verksamhet - Kamp och seger".
- Psalmer och Sånger 1987 som nr 454 under rubriken "Kyrkan och nådemedlen- Vittnesbörd - tjänst - mission".[1]
- Frälsningsarméns sångbok 1990 som nr 603 under rubriken "Strid och kallelse till tjänst".
- Sångboken 1998 som nr 2.